# سی‌اس‌اس آلاباما
سی‌اس‌اس آلاباما (به انگلیسی: CSS Alabama) یک کشتی بود که طول آن ۲۲۰ فوت (۶۷ متر) بود. این کشتی در سال ۱۸۶۲ ساخته شد.